# Charmois (Meurthe-et-Moselle)
Charmois é uma comuna francesa na região administrativa de Grande Leste, no departamento de Meurthe-et-Moselle. Estende-se por uma área de 5,41 km². Em 2010 a comuna tinha 192 habitantes (densidade: 35,5 hab./km²).